# 悅庭軒
悅庭軒（英語：Bel Air Heights）為香港房屋協會在九龍大磡的一個夾心階層住屋計劃物業，於1999年落成，設有兩座48層高及兩座只有四層的樓宇，以遷就隔壁星河明居的高度，免造成壓迫感。
屋苑由何顯毅建築工程師樓，地產發展顧問有限公司設計，有利建築興建。建築師以都會時尚生活作創作主題，外形設計沒有多餘裝飾，盡顯現代建築的特色。
該屋苑佔地6,500平方米，單位面積由568－834平方呎，間隔為兩房兩廳，三房兩廳及四房兩廳，以方形及鑽石型設計為主。

## 屋苑資料

### 座數
- 1及2座有48層（1－48，沒有跳層），每層設8個單位（A－H）
- 3及4座有4層（1－4，沒有跳層），每層設4個單位（A－D）

### 屋苑設施

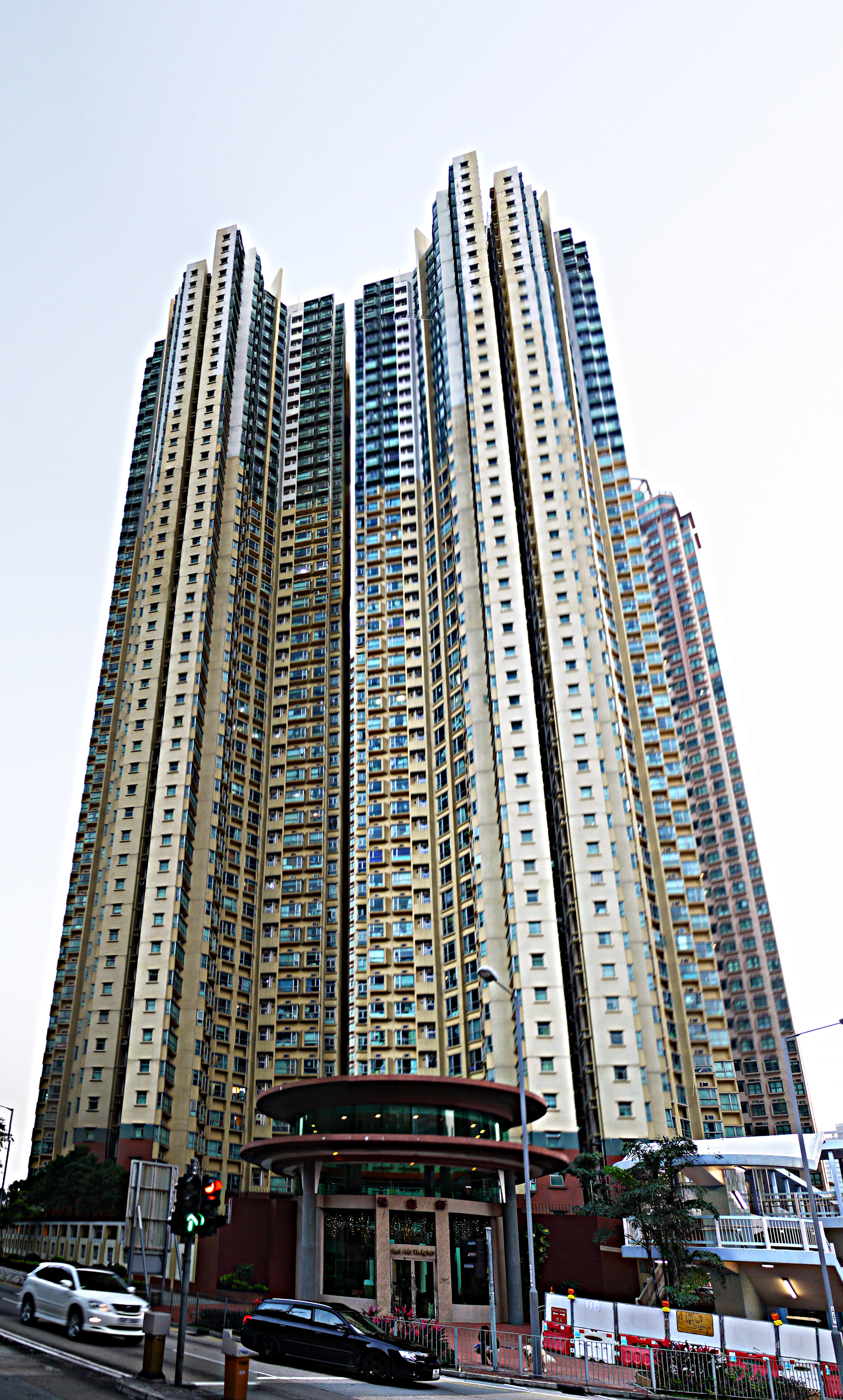
悅庭軒高座

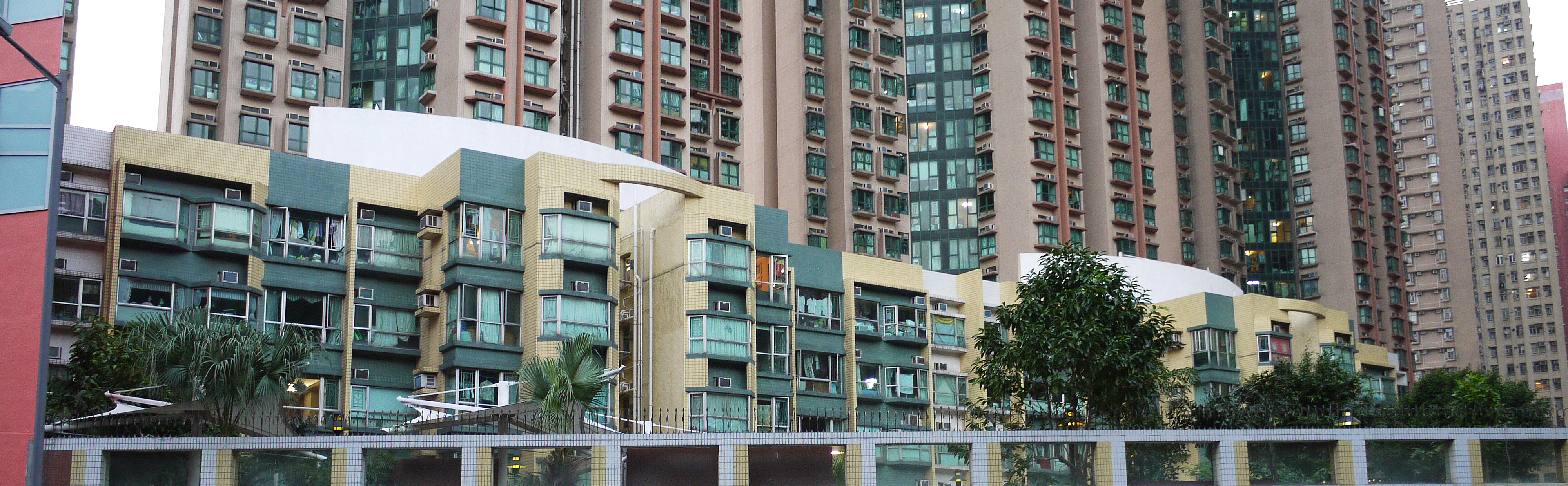
悅庭軒低座

- 停車場
- 花園
- 兒童遊樂場
- 種植園
- 健身室及住客會所
- 老人中心（保良局張麥珍耆樂中心）